# Camissonia pubens
Camissonia pubens là một loài thực vật có hoa trong họ Anh thảo chiều. Loài này được (S.Watson) P.H.Raven mô tả khoa học đầu tiên năm 1982 publ. 1983.